# 오제세
오제세(吳濟世, 1949년 8월 5일 ~ )는 대한민국의 정치인이다.

## 학력
- 1962년 교동국민학교 졸업
- 1965년 청주중학교 졸업
- 1968년 경기고등학교 졸업
- 1972년 서울대학교 법과대학 행정학 학사
- 1975년 서울대학교 환경대학원 도시계획학 석사

## 언론 보도
- 오제세의원 의정보고회 개최
- 오제세의원 국감우수의원상[깨진 링크(과거 내용 찾기)]

## 경력
- 열린우리당 육아지원정책지원단 단장
- 국회 기획재정위원회 간사
- 민주당 제3정책조정위원장
- 민주당 충청북도당 위원장
- 국회 보건복지위원회 위원장
- 대한노인회 선임이사
- 대한노인회 수석부회장
- 2021년 2월~ : 대한장애인농구협회 회장
- 2021년 8월~2021년 11월: 국민의힘 윤석열 제20대 대통령 선거 예비후보 국민캠프 대통령 후보 직속 고문단 보건복지정책고문
- 2021년 9월~2021년 11월: 국민의힘 윤석열 제20대 대통령 선거 예비후보 공정개혁포럼 발기인
- 2022년 1월~2022년 3월: 국민의힘 충북을 살리는 선거대책위원회 선거대책위원장단 총괄선거대책위원장
- 대한민국헌정회 홍보편찬위원회 편집위원
- 대한민국헌정회 정책연구위원회 부의장

## 논란

### 국회에서 교육감에게 인사청탁문자 발송
국회 본회의장에서 이기용 충청북도교육감에게 인사청탁의 내용을 담은 휴대전화 문자메시지를 보낸 사실이 드러나 논란이 되었다. 문자 내용에는 도교육청이 실시하는 전문상담사 채용에 1차 합격한 합격자의 이름과 주민등록번호 등의 개인정보는 물론 2차 전형에 합격하면 근무지를 배려해 달라는 등의 내용을 담고 있는 것으로 전해졌다. 오제세 의원은 문자와 함께 “어려운 줄 알면서도 교육감님께 부탁드린다”면서 사실상 청탁을 요청했다.

### 사립유치원 개인재산 발언 논란
사립유치원, 노인장기요양기관은 개인의 재산이므로 국가가 수입을 보상지급해야 한다고 발언하고 노인장기요양기관의 회계, 재무 규칙을 무력화하는 법을 대표발의하여 기관장들이 요양보호사 몫으로 책정된 인건비를 합법적으로 횡령할 수 있도록 하여 논란이 되고 있다.

### 불법 정치후원금을 받고 법안 발의 의혹
민간요양기관 측으로부터 불법 정치후원금을 받고 대체입법안을 발의한 혐의로 고발됐다. 통칭 '오제세법'으로 알려진 민간요양기관에 대한 강화된 재무·회계 규칙을 무력화하고 공공성보다 민간요양기관의 이익을 위한 법안을 발의하였는데 민간요양기관 측에서 작성한 ‘대체입법 국회통과 추진활동 내역(이하 추진내역)’이라는 내부 자료에 의하면 민간요양기관은 대체입법안 발의를 위해 정치후원금을 전달하거나 때로는 실력 행사에 나서는 등 여러 활동을 통하여 오제세법의 통과를 위해 노력하였으며 민간요양기관 측의 추진내역에 따르면, 오제세 의원은 2017년 12월7일 민간요양기관 시설장들의 단식 농성 현장을 방문해 대체법안 발의를 약속했고 이후  2018년 2월11일자에 “대체입법발의 추진을 위해 오제세 의원님 지역사무실(충북 청주시 서원구)을 방문해 충북회원기관들의 정치후원금을 전달함”이라는 내용이 나온다. 이에 대해 오제세 의원은 “지역 사무실에서 받았다면 회계처리를 했을 것이다. 불법 후원금을 받은적이 없다”고 말했다.

## 소속 정당
| 소속 정당 | 소속 정당        | 소속 기간   | 비고      |
| --------- | ---------------- | ----------- | --------- |
|           | 열린우리당       | 2004 - 2007 | 정계입문  |
|           | 무소속           | 2007        | 탈당      |
|           | 중도개혁통합신당 | 2007        | 입당      |
|           | 중도통합민주당   | 2007        | 합당      |
|           | 민주당           | 2007        | 당명 변경 |
|           | 무소속           | 2007        | 탈당      |
|           | 대통합민주신당   | 2007 - 2008 | 입당      |
|           | 통합민주당       | 2008        | 당명변경  |
|           | 민주당           | 2008 - 2011 | 당명 변경 |
|           | 민주통합당       | 2011 - 2013 | 합당      |
|           | 민주당           | 2013 - 2014 | 당명변경  |
|           | 새정치민주연합   | 2014 - 2015 | 합당      |
|           | 더불어민주당     | 2015 - 2021 | 당명변경  |
|           | 무소속           | 2021        | 탈당      |
|           | 국민의힘         | 2021 -      | 입당      |

## 역대 선거 결과
|  | 46.17% |

|  | 43.38% |

|  | 44.73% |

|  | 43.50% |

## 소속 정당
| 소속 정당 | 소속 정당        | 소속 기간 | 비고      |
| --------- | ---------------- | --------- | --------- |
|           | 열린우리당       | 2004~2007 | 정계 입문 |
|           | 무소속           | 2007      | 탈당      |
|           | 중도개혁통합신당 | 2007      | 창당      |
|           | 중도통합민주당   | 2007      | 합당      |
|           | 민주당           | 2007      | 당명 변경 |
|           | 무소속           | 2007      | 탈당      |
|           | 대통합민주신당   | 2007~2008 | 창당      |
|           | 통합민주당       | 2008      | 합당      |
|           | 민주당           | 2008~2011 | 당명 변경 |
|           | 민주통합당       | 2011~2013 | 합당      |
|           | 민주당           | 2013~2014 | 당명 변경 |
|           | 새정치민주연합   | 2014~2015 | 합당      |
|           | 더불어민주당     | 2015~2021 | 당명 변경 |
|           | 무소속           | 2021      | 탈당      |
|           | 국민의힘         | 2021~현재 | 입당      |

## 같이 보기
- 청주시 흥덕구 갑
- 청주시 서원구 (선거구)
- 청주시 흥덕구의 국회의원
- 청주시 서원구의 국회의원
- 인천광역시 부시장
- 대천시장